# Li Fei
Li Fei (chiń. 李菲; ur. 10 marca 1992) – chińska szablistka, brązowa medalistka mistrzostw świata. 
Podczas mistrzostw świata w Antalyi w 2009 roku Chinki w składzie: Bao Yingying, Li Fei, Ni Hong i Chen Xiaodong zdobyły brązowy medal w turnieju drużynowym. W tej samej konkurencji była też między innymi ósma na mistrzostwach świata w Kazaniu w 2014 roku. 
W 2012 roku zdobyła srebrny medal drużynowo na mistrzostwach świata juniorów w Moskwie.
Ponadto wywalczyła srebro drużynowo i brąz indywidualnie na igrzyskach azjatyckich w Inczonie w 2014 roku.
Nigdy nie wzięła udziału w igrzyskach olimpijskich.